# Карбоніли металів

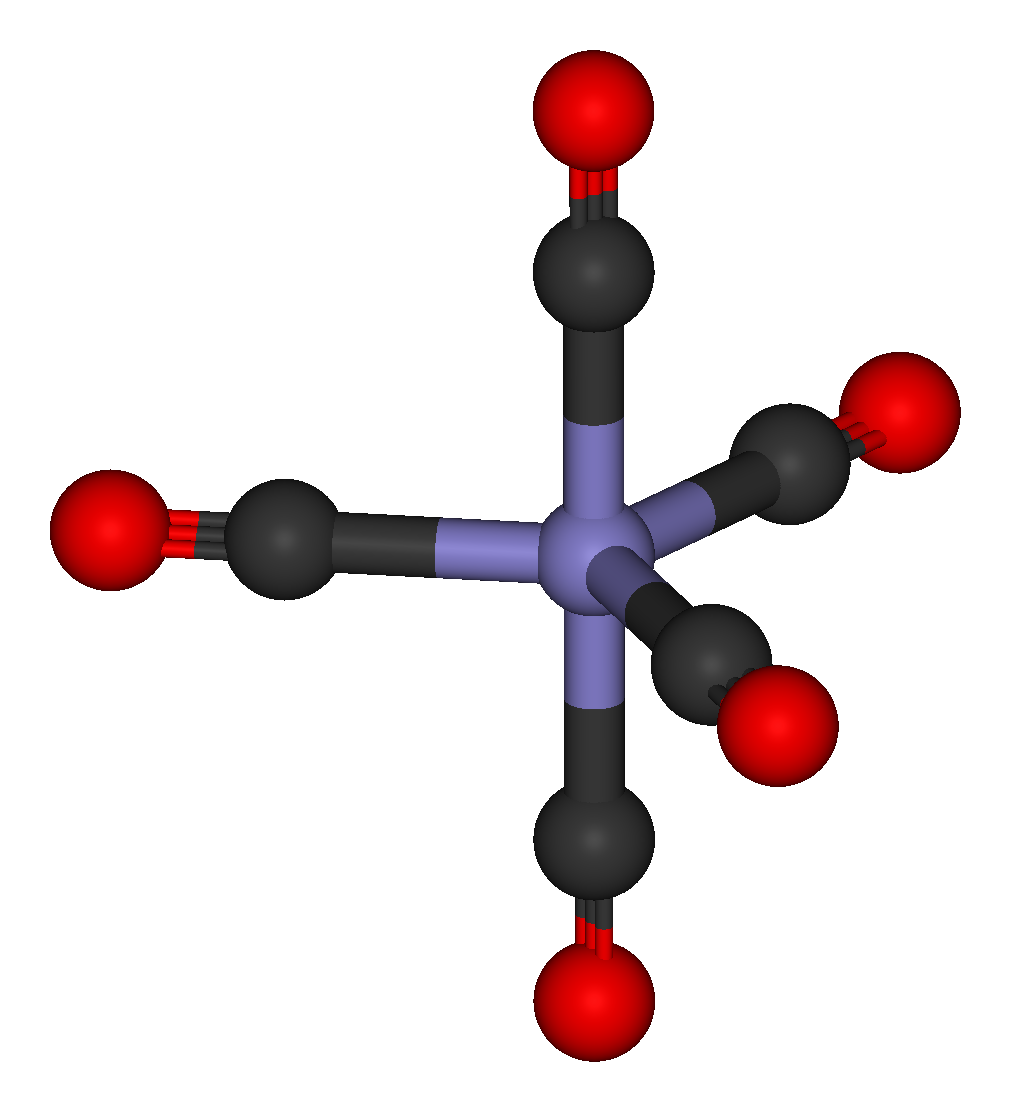
Пентакарбоніл заліза. Атом заліза з п'ятьма CO лігандами

Карбоні́ли мета́лів (рос. карбонилы металлов, англ. metal carbonyls) — координаційні сполуки металів у нульовому (іноді в іншому) ступені окиснення з оксидом вуглецю загальної формули Mx(CO)y, в яких вуглець ковалентно зв'язаний з атомом металу.
Відкриття.
В 1916 році в Німеччині на одному з хімічних заводів відкрили старий сталевий балон, в якому упродовж декількох років зберігали суміш двох газів — оксиду вуглецю(II) СО і водню. Коли гази випустили, на дні балону знайшли трохи рідини світло-коричневого кольору з неприємним запахом. Аналіз показав, що рідина ця — відома, але дуже рідко отримувана сполука, в якій на один атом залізаа припадає 5 молекул чадного газу, тобто Fe(CO)5, або пентакарбоніл заліза.
Водень, що був у балоні, зробив його поверхню активною, відновивши оксиди заліза до металу. Оксид вуглецю (II), перебуваючи під тиском, прореагував з відновленим залізом. Зрозумівши механізм реакції, хіміки на цьому заводі сконструювали апарат для отримання кілограмів пентакарбонілу заліза, який зарекомендував себе як антидетонатор моторного палива.
А найперший з карбонілів — тетракарбоніл нікеля Ni(CO)4 був отриманий ще в 1890 році. Існує версія, що його отримали незалежно один від одного в один і той самий день — 15 червня — М. Бертло у Франції і Г. Монд в Англіï.
На 1984 рік було вже відомо декілька десятків карбонілів, їх спільна формула записується Me[x](CO)[y]. Якщо в молекулі карбонілу є більше одного атому металу, то такі карбоніли називаються багатоядерними. Найвивченіші карбоніли перехідних металів, причому особливу схильність до створення карбонілів проявляють залізо, кобальт і нікель, а також деякі елементи VIB- i VII-підгруп, наприклад: хром, молібден, вольфрам, реній, манган і майже всі платинові метали. У звичайних умовах рідинами є тільки карбоніли Ni(Co)4, Fe(CO)5, Ru(CO)5, Os(CO)5. Усі інші — це тверді кристалічні речовини. До речі, всі карбоніли відрізняються високою стійкістю до різних хімічних реагентів.
Ці сполуки виявилося дуже цікавим об'єктом для теоретичної хімії. На перший погляд, в їхніх молекулах нейтральні атоми металів з'єднані з нейтральними молекулами СО, тобто метали в карбонілах  фактично мають ступінь окислення рівний нулю. Довгий час питання про характер хімічного зв'язку, внутрішню будову і причини стійкості карбонілів відносились до числа найважчих для пояснення з теоретичної позиції.

## Загальний опис
За характером зв'язку M—CO близькі до π-комплексів. В одноядерних карбонілах, які містять 1 атом металу, він розташований на одній прямій з атомами C і O, в багатоядерних, які містять кілька атомів металу, СО-ліганди приєднуються до них як в одноядерних або ж до двох атомів металу одночасно (місткові СО-групи).
Більшість перехідних металів і актиноїдні елементи утворюють карбоніли М(СО)x (х = 1, 2, 3 та ін.), які порівняно стабільні. Карбоніли лужних металів [МеСО]2 — полярні речовини, загоряються на повітрі.
Групи СО можуть заміщатися іншими лігандами (наприклад, PPh3, піридином), органічними групами (олефінами, ароматичними похідними) та утворювати похідні (галогеніди, гідриди, сульфіди тощо). При нагріванні розкладаються на СО і метал.